# Félines-Termenès
Félines-Termenès é uma comuna francesa na região administrativa de Occitânia, no departamento de Aude. Estende-se por uma área de 10,01 km². Em 2010 a comuna tinha 126 habitantes (densidade: 12,6 hab./km²).